# Julien Caminati

a Compétitions nationales et continentales officielles uniquement.

b Matchs officiels uniquement.
Dernière mise à jour le 19 juillet 2025.
Julien Caminati, né le 28 octobre 1985 à Nantua (Ain), est un joueur international algérien de rugby à XV et à sept, qui joue au poste d'arrière, d'ailier ou de centre.

## Biographie
Julien Caminati commence le rugby à cinq ans pour un apprentissage qui l'occupe au talon, à l'ouverture puis à l'arrière au Rugby Nice Côte d'Azur et au RC Cannes Mandelieu.
Après un passage au centre de formation du RC Narbonne puis à celui de Castres olympique, d'où il se fait exclure pour inconduite, il s'engage au RC Cannes Mandelieu en Fédérale 2 avant de revenir au Rugby Nice Côte d'Azur en Fédérale 1. Il sera suspendu pendant trois ans après une altercation avec un arbitre.
De 2010 à 2013, il évolue au CA Brive. Il est élu meilleur joueur de la Pro D2 pour la saison 2012-2013 lors de la Nuit du rugby 2013.
Après avoir passé trois saisons au CA Brive en Top 14 et en Pro D2 et alors que le club corrézien accède a l'élite du rugby français, Julien Caminati s'engage à Grenoble en 2013 où il effectue deux saisons plutôt moyennes. Spécialiste des coups de pied longs, il possède en effet une grande puissance. Le public grenoblois a retrouvé en lui un héritier de Cyril Savy, buteur de la célèbre période des Mammouths Grenoblois. 
En fin de contrat en 2015, il annonce ne pas vouloir poursuivre l'aventure iséroise et signe en juillet un contrat de 4 mois avec le Rugby club toulonnais, pour pallier l'absence des internationaux retenus pour la Coupe du Monde. Après cette pige où son temps de jeu est très faible, le Castres olympique se propose à lui pour compenser la blessure de Rémy Grosso.
En novembre 2016, il est sélectionné dans l'équipe des Barbarians français pour affronter une sélection australienne au stade Chaban-Delmas de Bordeaux. Les Baa-Baas parviennent à s'imposer 19 à 11 grâce à un essai de Raphaël Lakafia à la 77e minute.
Caminati est sélectionnable avec l'Algérie, grâce à son père pied-noir. Il joue avec la sélection à sept algérienne lors d'un tournoi à Montauban en juillet 2018.
En juin 2018, le Castres olympique est sacré champion de France, mais il n'est pas aligné sur la feuille de match pour la finale.
À partir de 2021, il continue sa carrière dans le Sud-Est en division amateur, au Stade niçois puis à l'Union sportive seynoise.
Julien Caminati a honoré sa première cape internationale avec l'équipe d'Algérie le 19 mars 2022 lors d'un test-match contre la Côte d'Ivoire, à Toulouse en France. Le XV aux deux Lions s'impose (37-13).
Il est rappelé à l'intersaison 2022 par la sélection algérienne afin de disputer la phase finale de la Coupe d'Afrique, faisant office de tournoi qualificatif de la zone Afrique pour la Coupe du monde 2023. Le 2 juillet 2022 contre le Sénégal, il est titulaire pour le premier match des phases finales de la Coupe d'Afrique, à Aix-en-Provence en France, victoire de l'Algérie 35 à 12. Les Algériens parviennent à se hisser en demi-finale mais échouent face au Kenya sur le score de 36 à 33. Ils ne sont donc pas qualifiés pour la Coupe du monde 2023 mais remportent le match de la troisième place face au Zimbabwe sur le score de 12 à 20.
En 2022, il rejoint le Stade laurentin, club de Saint-Laurent-du-Var, en Régionale 1.
En 2023, alors qu'il est âgé de 37 ans, il s'engage avec le SC Mazamet en Fédérale 1, où il retrouve son frère Benjamin.

## Statistiques en équipe nationale
Julien Caminati compte 10 cape en équipe d'Algérie depuis 2022, il a inscrit dix-huit pénalités, un drop et sept transformations, soixante et onze points.
- Sélections par année : 4 en 2022, 4 en 2024 et 2 en 2025.

## Palmarès

### En club
- Championnat de France Top 14 : 
  - Champion : 2018[Note 1]

### Distinction personnelle
- Nuit du rugby 2013 : Meilleur joueur de la Pro D2 pour la saison 2012-2013